# CP Villarrobledo
CP Villarrobledo is een Spaanse voetbalclub uit Villarrobledo in de provincie Albacete.  De club debuteerde in het seizoen 2019-2020 in de Segunda División B.  In dit eerste seizoen werd de ploeg twintigste in de eindafrekening, maar moest niet degraderen doordat naar aanleiding van de coronacrisis geen enkele ploeg moest dalen.  Het overgangsjaar 2020-2021 verliep weer moeizaam.  De ploeg werd voor de eerste ronde ingedeeld in Subgroep 5B en eindigde op de laatste plaats.  Toen ook in de tweede ronde de ploeg op de laatste plaats vertoefde, was voor seizoen 2021-2022 een plek in de Tercera Division RFEF, oftewel het nieuwe vijfde niveau van het Spaans voetbal, een realiteit.
De prestaties van het team sinds zij het derde niveau van het Spaans voetbal behaalde, zien er als volgt:
| seizoen | competitie            | niveau | positie      | resultaat                                         | beker |
| ------- | --------------------- | ------ | ------------ | ------------------------------------------------- | ----- |
| 2019/20 | Segunda División B    | III    | 20ste plaats | Behoud                                            | Nee   |
| 2020/21 | Segunda División B    | III    | 10de plaats  | 8ste plaats degradatie naar Tercera Division RFEF | Nee   |
| 2021/22 | Tercera Division RFEF | V      |              |                                                   | Nee   |

Atlético Baleares ·
CD Badajoz ·
CD Don Benito ·
Extremadura UD ·
Getafe CF B ·
Las Rozas CF ·
Atlético Madrid B ·
CF Internacional de Madrid ·
Real Madrid Castilla ·
UD Melilla ·
Mérida AD ·
CDA Navalcarnero ·
UD Poblense ·
Rayo Majadahonda ·
SS Reyes ·
UD Socuéllamos ·
CF Talavera de la Reina ·
CF Villanovense ·
Villarrubia CF ·
CP Villarrobledo